# N27 (Luxemburg)
De N27 (Luxemburgs: Nationalstrooss 27) is een nationale weg in Luxemburg met een lengte van ongeveer 47 kilometer. 
De route verbindt Erpeldange-sur-Sûre via onder andere Michelau en Esch-sur-Sûre met de N23 bij Koetschette. Vanuit Erpelange-sur-Sûre tot voorbij Goebelsmühle volgt de route met slingerwegen de Spoorlijn Luxemburg - Troisvierges en de Sûre. Hierna blijft de route bij de Sûre tot aan Arsdorf. Onderweg komt de route langs het meer Lac de la Haute-Sûre waarbij de zijriviertjes Dirbech en Ningserbaach overgestoken worden.

## Stremming door rotsen
Tussen Michelau en Erpeldange was een deel van de weg bedolven onder rotsen, door het instorten van een steengroeve in 1997. Het traject tussen de twee dorpen was vier jaar lang compleet afgesloten, wat leidde tot protest van de plaatselijke bevolking. In 2001 werden twee noodbruggen over de Sûre aangelegd, zodat het verkeer het getroffen wegdeel kan omzeilen. Deze tijdelijke bruggen waren echter zeer smal, waardoor dit op drukke momenten voor een knelpunt kon zorgen. In 2011 is er begonnen met herstelwerkzaamheden, waarbij het wegdeel is geruimd en metalen vangnetten bij de groevewand zijn geplaatst om het gevaar voor gesteente op de weg te beperken. Eind 2014 werd de oude weg weer heropend.

## Plaatsen langs de N27
- Erpeldange-sur-Sûre
- Michelau
- Lipperscheid
- Goebelsmühle
- Dirbach
- Esch-sur-Sûre
- Lultzhausen
- Bonnal
- Insenborn
- Arsdorf

## N27a
De N27a is een verbindingsweg ten noorden van Erpeldange-sur-Sûre. De route bedraagt ongeveer 1,6 kilometer en verbindt de N27 met de B7. Eerder liep de N27a nog door tot aan de rotonde van de N7 en had de route een lengte van ongeveer 3,3 kilometer.

## N27b
De N27b is een ongeveer 700 meter lange randweg door Esch-sur-Sûre. De weg heeft een aansluiting op de CR316 en is grotendeels ingericht als een eenrichtingsverkeersweg.

## N27c
De N27c is een verbindingsweg tussen de N27 en CR316 ten westen van Esch-sur-Sûre. De route heeft een lengte van ongeveer 700 meter en gaat daarbij over de Esch-sur-Sûre Dam waarin het Lac de la Haute-Sûre weer verder over gaat in de Sûre.
N1 ·
N2 ·
N3 ·
N4 ·
N5 ·
N6 ·
N7 ·
N8 ·
N10 ·
N11 ·
N12 ·
N13 ·
N14 ·
N15 ·
N16 ·
N17 ·
N18 ·
N19 ·
N20 ·
N21 ·
N22 ·
N23 ·
N24 ·
N25 ·
N26 ·
N27 ·
N28 ·
N31 ·
N32 ·
N33 ·
N34 ·
N35 ·
N37 ·
N38
N50 ·
N51 ·
N52 ·
N53 ·
N55 ·
N56 ·
N57